# Hideki Širakawa
Profesor Hideki Širakawa (白川 英樹; Širakawa Hideki) (* 20. srpna 1936 Tokio) je japonský chemik. V roce 2000 získal spolu s Alanem Heegerem a Alanem MacDiarmidem Nobelovu cenu za chemii za objev a vývoj vodivých polymerů. Širakawa objevil plastický materiál (polyacetylén), kterým může procházet elektrický proud.
Jednou z jeho příbuzných je Hitomi Jošizawa členka hudební skupiny Morning Musume. Rovněž Naoko Takahaši, zlatá medailistka v maratonu z olympijských her v Sydney 2000, je jeho příbuzná.

## Vyznamenání
- Řád kultury – Japonsko, 2000